# 1830 au Nouveau-Brunswick
Chronologie du Nouveau-Brunswick
- 1826
- 1827
- 1828
- 1829
- 1830
- 1831
- 1832
- 1833
- 1834

Cette page concerne des événements survenus en 1830 dans la colonie du Nouveau-Brunswick.

## Événements
- Fondation du village Dundee par les écossais.

## Naissances
- 27 février : Charles Wesley Weldon, député
- 23 septembre : William James Lewis, député
- 27 novembre : Olivier Leblanc, député